# Волков, Александр (эстонский футболист)
Александр Волков (эст. Aleksandr Volkov; 11 октября 1994, Йыхви) — эстонский футболист, нападающий и полузащитник.

## Биография
Воспитанник футбольного клуба «Силламяэ». С 2010 года выступал за резервный состав «Калева» (Силламяэ), отличался высокой результативностью в низших лигах — в 2011 и 2012 годах забивал по 17 голов за сезон, а в 2014 году — 30 голов. В главной команде «Калева» дебютировал в высшей лиге Эстонии 10 апреля 2012 года в матче против «Нымме Калью», заменив на 71-й минуте Рамунаса Мачежинскаса. Первый гол в высшей лиге забил 7 июня 2014 года в ворота «Транса». В сезоне 2014 года со своим клубом стал серебряным призёром чемпионата Эстонии, однако не был тогда игроком основного состава, проведя лишь 12 неполных матчей. В 2016 году стал финалистом Кубка Эстонии. В 2017 году занял четвёртое место в споре бомбардиров высшего дивизиона с 18 голами. В июле 2017 года признан лучшим игроком месяца в эстонской лиге.
В 2018 году перешёл в «Нымме Калью», с которым по итогам сезона стал чемпионом Эстонии. Обладатель Кубка Эстонии 2018/19 и Суперкубка страны 2019 года. В июле 2023 года отправился на просмотр в клуб «Нарва-Транс», по итогам которого он подписал контракт, несмотря на произошедший конфликт внутри команды.После окончания чемпионата не стал оставаться ней и начал сезон 2024 года в клубе первой лиги ФК «Таллин».